# Guerra de liberación sueca

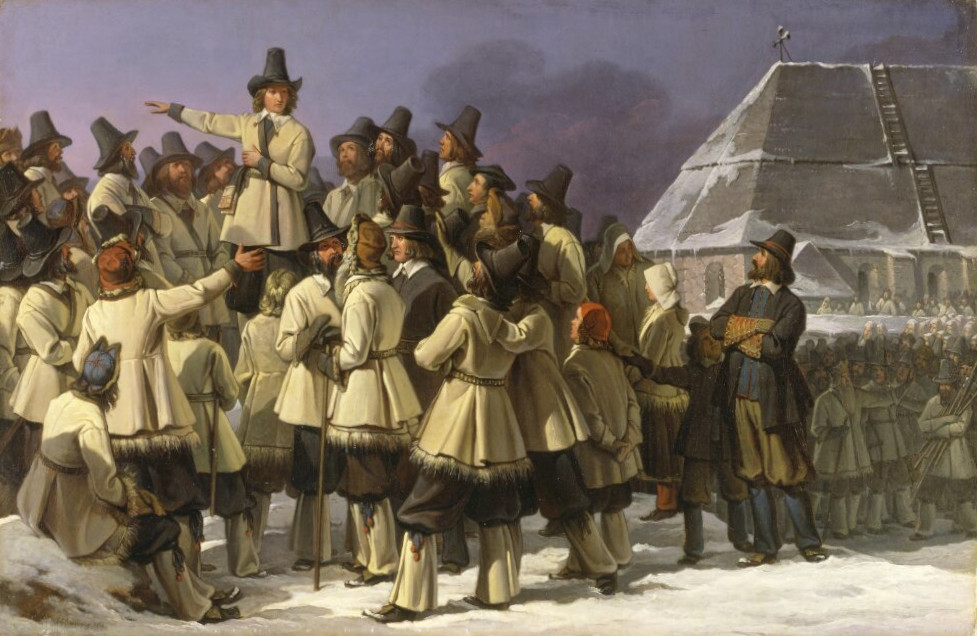
Gustav Vasa en Dalarna, óleo sobre lienzo de Johan Gustaf Sandberg 1836

La guerra sueca de liberación (en sueco: Befrielsekriget, lit. 'guerra de liberación') (1521-1523)  fue una rebelión y guerra civil, en la cual, un noble sueco, Gustavo Vasa, logró deponer al rey danés Cristian II como regente de la Unión de Kalmar en Suecia. La guerra comenzó en enero de 1521, cuando Gustavo Vasa fue nombrado Hövitsman (comandante) por la población civil del norte de la provincia de Dalarna. Después de que Gustavo asaltara las minas de cobre de Kopparberg y la ciudad de Västerås, más hombres se unieron a su causa. En 1522 la ciudad Hanseática de Lübeck se alió con los rebeldes suecos. Después de la captura de Estocolmo en junio de 1523, Gustavo fue elegido rey de Suecia en la ciudad de Strängnäs y para septiembre sus partidarios ya se habían hecho con el control de Finlandia. El tratado de Malmö firmado el 1 de septiembre de 1524, ratificó de forma definitiva la salida sueca de la Unión de Kalmar.

## Dalarna
En 1520, Gustavo Vasa, viajó a la provincia sueca de Dalarna, disfrazado como un granjero para evitar ser atrapado por las tropas danesas. En diciembre, llegó a la ciudad de Mora, donde preguntó a la población, si lo ayudarían en su rebelión contra el rey Cristián II de Dinamarca, petición que fue rechazada por los campesinos. Ante esta situación Gustavo decidió viajar hacia el Norte, buscando partidarios de su causa. Poco tiempo después, una pareja de refugiados llegó a la ciudad de Mora donde le contaron a la población de la brutalidad con la que el rey Cristian y sus hombres trataban a los suecos. Ante esto los campesinos decidieron unirse a la revuelta, enviando a dos esquiadores a buscar a Gustavo, alcanzándolo en la ciudad de Sälen.
De vuelta en Mora, en la víspera de año nuevo de 1521, Gustavo fue designado Hövitsman por los enviados de todas las parroquias del Norte de Dalarna.
Poco después, en febrero, Gustavo salió de Mora con cerca de 100 hombres, saqueo las minas de Kopparberg, y logró que los campesinos de Bergslagen se le unieran, pudiendo llegar a contar con hasta 1000 hombres.

## Batalla de Brunbäcks färja
Cuando la noticia de la rebelión de Gustavo Vasa llegó a oídos de Cristian II, envió una fuerza compuesta por soldados alemanes (Lansquenetes), para aplastarlo. Ambas fuerzas se encontraron en la ciudad de Brunbäcks, saliendo victoriosos los suecos, hecho que aumentó en gran medida la moral del ejército de Gustavo Vasa.
Mientras tanto en Dalarna, se creó a toda prisa una casa de monedas con el fin de tener dinero con el cual financiar la guerra.
- Datos: Q688308